# Фреттинговый износ
Фреттинговый износ — механический износ тел, пребывающих в контакте, в условиях малых колебательных относительных их перемещений.
Интенсивность износа возрастает при работе деталей в агрессивных средах. В данном случае повреждение соединённых поверхностей происходит в условиях фреттинг-коррозии. На поверхностях контактирующих деталей защитные окислительные плёнки разрушаются, оголяется чистый металл. Происходит отделение частичек металла, которые впоследствии окисляются. Поэтому продуктами износа при фретинг-коррозии, как правило, являются оксиды. Оксиды производят абразивное действие, зависящее от их твёрдости и размеров их частичек в продуктах износа.

## История
Первое зарегистрированное пояснение фреттинга содержалось в статье
по усталости металлов, опубликованой в 1911 году. Термин «фреттинг-коррозия» впервые употребил Томлинсон для обозначения той разновидности повреждения, которую он наблюдал на стальных образцах.

## Условия возникновения
Для появления данного вида износа достаточны относительные перемещения поверхностей с амплитудой от 0,025 мкм.
Фреттинговый износ возникает в заклёпочных, резьбовых, шлицевых, шпоночных и штифтовых соединениях, посадках деталей с натягом, стальных канатах, шарнирах, муфтах, рессорах, клапанах, регуляторах электрических контактов, кулачковых механизмах, автоматах перекоса винта вертолётов, деталях газотурбинных двигателей.
Необходимые для протекания процесса износа относительные микросмещения соединённых поверхностей происходят вследствие деформаций деталей в условиях нагружения и вибраций, сопровождающих работу машин и оборудования. Вследствие малой амплитуды микросмещений соприкасающихся поверхностей повреждения сосредотачиваются на небольших площадках действительного контакта. Разрушение контактирующих поверхностей проявляются в появления мелких каверн (полостей), в которых накапливаются продукты износа. Эти продукты износа образуются вследствие разрушения зон сцепления, а также повреждения от усталости микронеровностей. Мелкие каверны поступательно возрастают и сливаются друг с другом. Продукты износа, накапливающиеся в кавернах, создают в них повышенное давление, которое, в свою очередь, приводит к образованию микротрещин. Некоторые микротрещины сливаются, и происходит откалывание отдельных объёмов металла. Одновременно в подповерхностных слоях накапливаются усталостные повреждения.

## Следствия фреттингового износа
Повреждения поверхностей вследствие износа при фреттинге служат концентраторами напряжений и снижают предел выносливости материала деталей. В случае удаления продуктов износа из зоны трения происходит ослабление посадок с натягом, возрастание вибраций.

## Факторы влияния
Скорость износа при фреттинге возрастает при увеличении амплитуды микросмещений до некоторого граничного значения (< 2,5 мм). Повышение частоты микросмещений также ускоряет скорость износа, но начиная с некоторой частоты, скорость износа уменьшается.

## Борьба с фреттинговым износом
Проблема фреттинга изучена ещё недостаточно. Необходимы дополнительные исследования причин возникновения этого вида (и подвидов) износа, изучение характера протекания процессов во фрикционном контакте и повреждения поверхностей взаимодействия тел. Значительную роль в предупреждении фреттингового износа представляют не только смена кинематики и динамики взаимодействия поверхностей, но и правильный, оптимальный выбор смазки и уплотнителей.